# Kārlis Bone
Kārlis Bone (ur. 19 lutego 1899 w Rydze, zm. 13 listopada 1941 w okolicach gór Ural) – łotewski piłkarz grający na pozycji pomocnika, olimpijczyk. W swojej karierze rozegrał cztery mecze w reprezentacji Łotwy.
Pracował jako sędzia w sądzie. W czerwcu 1941 roku został deportowany na Syberię. Zmarł w północnej części Uralu.

## Kariera klubowa
Grał w klubie JKS Ryga, później reprezentował barwy RFK Ryga, z którym trzykrotnie zdobył tytuł mistrza kraju (1924, 1925, 1926).

## Kariera reprezentacyjna
Bone zagrał w pierwszym w historii oficjalnym meczu reprezentacji Łotwy. 24 września 1922 roku w Rydze, Łotwa zremisowała w towarzyskim meczu z drużyną Estonii 1-1. W 1924 roku dostał powołanie do reprezentacji narodowej na Letnie Igrzyska Olimpijskie 1924. Łotysze rozegrali jeden mecz; w pojedynku drugiej rundy (w pierwszej mieli wolny los), reprezentanci tego kraju przegrali z Francuzami 0–7 i odpadli z turnieju. Ostatnim jego meczem w reprezentacji narodowej było spotkanie towarzyskie z Turcją (22 czerwca 1924). Łotysze przegrali 1-3. Łącznie wystąpił cztery razy w kadrze narodowej, nie zdobywając żadnej bramki. W każdym z tych spotkań był kapitanem reprezentacji.